# Ancienne Finlande

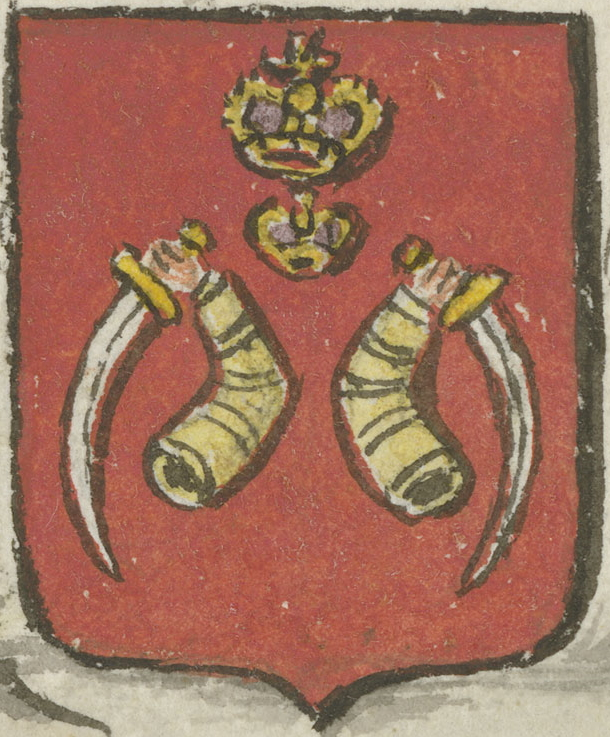
Blason 1788–1811

L’ancienne Finlande (en finnois : Vanha Suomi) est une partie de la région de Viipuri qui fut cédée par la Suède à la Russie en 1721 et en 1743. 
En 1812, l’ancienne Finlande est incorporée au Grand-duché de Finlande.
À partir de 1803, le gouvernement de Viipuri était connu sous le nom de Gouvernement de Finlande. 
L’appellation d’Ancienne Finlande est d’un point de vue finlandais un peu inconvenante. Elle correspond plus à la vision de certains Russes selon laquelle les territoires de la Vieille Finlande furent incorporés à l’Empire environ cent ans avant la Nouvelle Finlande.

## Histoire

### Naissance de la Vieille Finlande

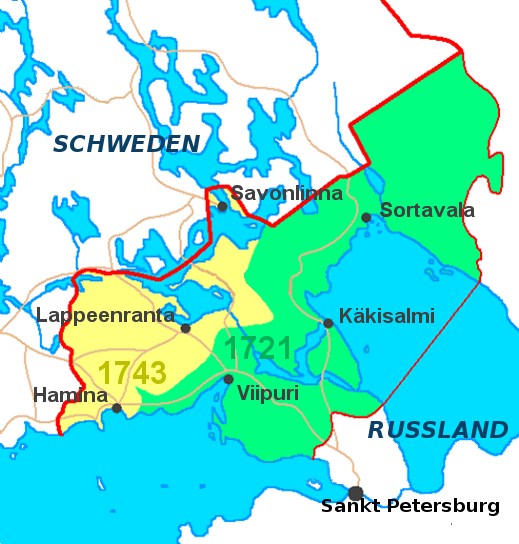
Carte de la Vieille Finlande

- 1700 : la Suède se retrouve seule en guerre contre la Russie, Danemark-Norvège, la Prusse et la Saxe-Pologne.
- 1709 : la Bataille de Poltava scelle la défaite de Charles XII de Suède.

Profitant de son avantage, la Russie occupe la Finlande de 1710 à 1715.
- 1710 : l’occupation de la Finlande par les Russes déclenche la Grande haine (en finnois : iso viha).
- 1721 : les hostilités se terminent par le Traité de Nystad, qui transfère sous autorité russe le Comté de Kexholm et la plus grande partie de la Province de Viipuri.
- Le Gouvernement de Viipuri est institué, devenant l’Ancienne Finlande.

En 1703, la Russie y incorpore la Forteresse Pierre-et-Paul sur l’embouchure de la rivière Neva. 
Les territoires cédés par le Traité de Nystad assurent une ceinture de sécurité à Saint-Pétersbourg.
La Guerre russo-suédoise de 1741-1743 (ou guerre des chapeaux), et qui est une tentative d'effacer le traité de Nystad, s'achève par le traité d'Åbo (ou Traité de Turku).
La Diète de Porvoo (1809) décide que le gouvernement de Vyborg (qui a pris la suite du gouvernement de Viipuri) est intégré au  Grand-duché de Finlande (1809-1918), réputé autonome, sous l'autorité de l'Empire russe.